# Filip Loftesnes-Bjune
Filip Loftesnes-Bjune, né le 8 avril 2005 à Tønsberg en Norvège, est un footballeur norvégien qui évolue au poste d'arrière droit au Sandefjord Fotball.

## Biographie

### En club
Né à Tønsberg en Norvège, Filip Loftesnes-Bjune commence le football avec le club local du Flint Tønsberg avant de rejoindre le Sandefjord Fotball. Il joue son premier match en professionnel le 12 décembre 2021, face au Lillestrøm SK, lors d'une rencontre de Eliteserien, l'élite du football norvégien,. Il entre en jeu à la place de Viðar Ari Jónsson (en) et son équipe est battue par deux buts à zéro.
Le 8 février 2023, Loftesnes-Bjune signe un nouveau contrat de trois ans avec le Sandefjord Fotball, étant alors lié au club jusqu'en décembre 2025.

### En sélection
Filip Loftesnes-Bjune représente l'équipe de Norvège des moins de 17 ans pour un total de cinq matchs joués, tous en 2022.
Il est retenu avec l'équipe de Norvège des moins de 19 ans pour participer au Championnat d'Europe des moins de 19 ans en 2024. Lors de cette compétition organisée en Irlande du Nord il joue quatre matchs en tant que titulaire au poste d'arrière droit. Son équipe est battue par la Turquie après une séance de tirs au but.